# 拒阳郡
拒阳郡，中国南北朝时设置的郡。
西魏置拒阳郡，治所在拒阳县（今陕西洛南县东南）。辖境相当今陕西洛南县之地。隶属于商州，北周时下辖拒阳县一县。隋文帝开皇三年（583年）废拒阳郡，拒阳县直属商州。